# کلاس درس

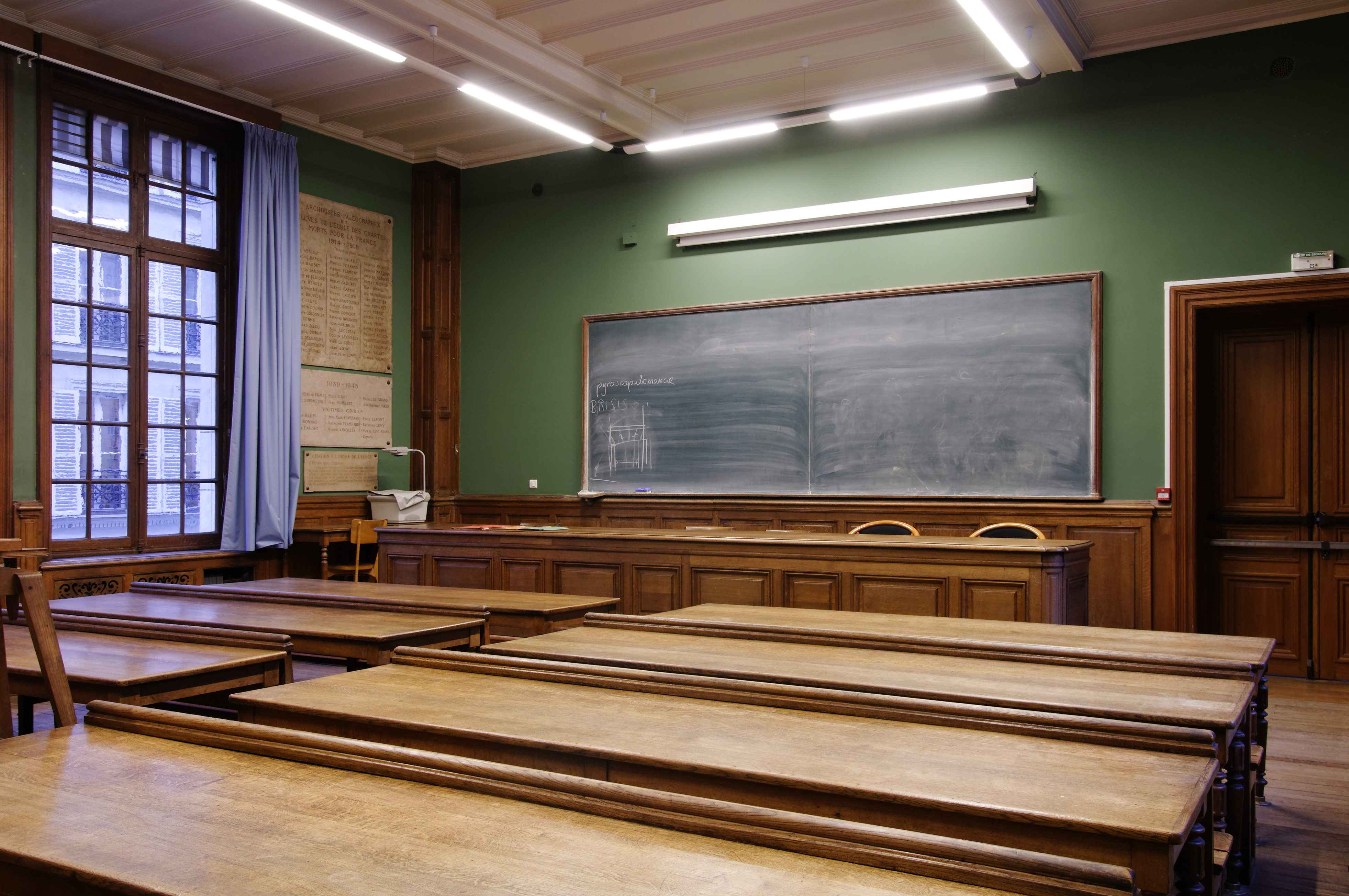
یک کلاس درس در شهر پاریس.

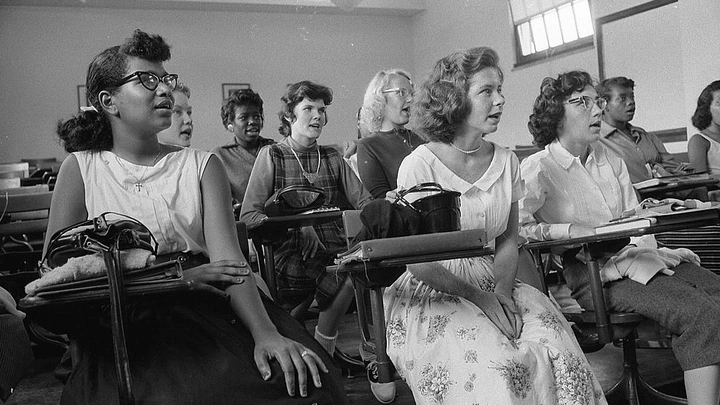
زنان در کلاس‌درس واحد دبیرستان - واشینگتن، دی.سی. سال ۱۹۵۷

کلاس درس محیطی برای آموزش است که آموختن توسط آموزگار و یادگیری دانش‌آموزان صورت می‌گیرد. کلاس یک فضای یادگیری که هم کودکان و هم بزرگسالان در آن یاد می‌گیرند. کلاس‌ها در مؤسسات آموزشی از هر نوع، از پیش دبستانی تا دانشگاه وجود دارد و همچنین ممکن است در مکان‌های دیگری که مثل شرکت‌های بزرگ و مذهبی و بشردوستانه آموزش ارائه می‌دهند، انجام شود. کلاس درس فضایی را فراهم می‌کند که یادگیری می‌تواند بدون حواس‌پرتی بیرونی بدون وقفه انجام شود.

## انواع کلاس‌های درس
کلاس‌های درس ابتدایی، از مهدکودک تا کلاس پنجم، معمولاً ۱۸ تا ۳۰ دانش‌آموز و یک تا سه معلم دارند. در کلاس‌های ابتدایی پایین‌تر، میز، یک فرش برای آموزش گروهی، کتابخانه و مراکز یادگیری وجود دارد، در حالی که در کلاس‌های ابتدایی بالاتر از میز استفاده می‌شود و دانش‌آموزان برای آشنایی با محیط دبیرستان شروع به جابجایی بین کلاس‌ها می‌کنند. برای ارزیابی کیفیت این کلاس‌ها، از مقیاس ECERS با ۴۳ معیار در هفت دسته استفاده می‌شود.
کلاس‌های خودگردان برای ۷ دانش‌آموز یا کمتر طراحی شده‌اند و تمرکز بر آموزش فردی است. در مقابل، کلاس‌های تلفیقی یا فراگیر ترکیبی از دانش‌آموزان عادی و دانش‌آموزان نیازمند خدمات ویژه هستند و دو معلم، یکی معلم عادی و دیگری معلم آموزش استثنایی، به تدریس می‌پردازند. معلم آموزش استثنایی می‌تواند برای ارائه حمایت بیشتر، دانش‌آموزان نیازمند خدمات را جداگانه آموزش دهد و به آنها امکان حضور در کلاس عادی و دریافت آموزش فردی را همزمان می‌دهد.
کلاس‌های راهنمایی و دبیرستان مشابه هم هستند، با یک معلم و حدود ۲۰ دانش‌آموز که بین کلاس‌ها جابجا می‌شوند و تمام روز در یک کلاس نمی‌مانند. ترکیب دانش‌آموزان در هر کلاس ممکن است بر اساس برنامه درسی آنها متفاوت باشد. این سیستم به دانش‌آموزان کمک می‌کند تا برای دوران دانشگاه آماده شوند.
کلاس‌های دانشگاهی اغلب به صورت سالن‌های سخنرانی یا آمفی‌تئاتر با یک استاد برگزار می‌شوند. این استاد ممکن است یک دستیار تدریس (TA) داشته باشد که معمولاً یک دانشجوی تحصیلات تکمیلی است و در کارهایی مانند تصحیح امتحانات یا برگزاری جلسات مرور درس کمک می‌کند. علاوه بر این، مدارس راهنمایی، دبیرستان و دانشگاه ممکن است کلاس‌های تخصصی دیگری مانند آزمایشگاه‌های کامپیوتر، سالن‌های ورزشی و آزمایشگاه‌های علوم برای دروس مختلف داشته باشند.

## تأثیر طراحی و دکوراسیون کلاس
طراحی، چیدمان و دکوراسیون کلاس درس نقش مهمی در کیفیت تجربه آموزشی دارد. عواملی مانند آکوستیک، طرح رنگی، نورپردازی و مبلمان می‌توانند بر تمرکز و طول توجه دانش‌آموزان تأثیر بگذارند. در گذشته، در طراحی کلاس‌ها کمتر به نیازهای دانش‌آموزان توجه می‌شد؛ به عنوان مثال، در قرن نوزدهم، در بریتانیا پنجره‌ها را بیشتر به سمت شمال می‌ساختند تا از تابش خیره‌کننده آفتاب جلوگیری شود. همچنین، میز و صندلی‌ها اغلب در ردیف‌های منظم چیده می‌شدند و رنگ‌های کمی برای جلوگیری از حواس‌پرتی به کار می‌رفت. تحقیقات نشان می‌دهد که بهبود محیط فیزیکی کلاس درس، از جمله استفاده بهینه از نور روز، آکوستیک، انتخاب رنگ و چیدمان مبلمان، می‌تواند موفقیت تحصیلی دانش‌آموزان را افزایش دهد، به طوری که یک مطالعه در دانشگاه جورج‌تاون افزایش ۱۱ درصدی نمرات آزمون را با بهبود محیط فیزیکی کلاس گزارش کرده است.
چیدمان میز و صندلی‌ها یکی از مهم‌ترین جنبه‌های طراحی کلاس است. در حالی که چیدمان سنتی به صورت ردیف‌ها و ستون‌ها امکان نظارت بیشتر معلم را فراهم می‌کند و صحبت‌های بی‌ربط را کاهش می‌دهد، می‌تواند باعث انزوای دانش‌آموزان نیز شود. روش‌های دیگری مانند چیدمان دایره‌ای یا به شکل "U" برای بحث‌های گروهی و دسترسی آسان معلم وجود دارد. چیدمان "خوشه‌ای" یا گروه‌های کوچک نیز تعامل و مشارکت گروهی را بهبود می‌بخشد. استفاده از رنگ در کلاس نیز بسیار مهم است؛ رنگ‌ها می‌توانند به یادگیری دانش‌آموزان کمک کنند، فضایی شاد و هیجان‌انگیز ایجاد کنند و تحریک بصری را فراهم آورند.
آکوستیک کلاس درس اغلب نادیده گرفته می‌شود، اما برای موفقیت دانش‌آموزان حیاتی است. استفاده از مواد سخت مانند کفپوش‌های کاشی و دیوارهای سخت می‌تواند سطح سر و صدا را به شدت افزایش داده و به یادگیری آسیب برساند. تحقیقات نشان داده است که نویز سفید تأثیری بر عملکرد دانش‌آموزان ندارد، اما محرک‌های شنیداری مانند مکالمات دوردست یا موسیقی تأثیر منفی دارند. با استفاده از سطوح نرم، به ویژه در کف، می‌توان صداهای داخل و خارج کلاس را کاهش داد و حواس‌پرتی دانش‌آموزان را کم کرد. استفاده از موادی مانند موکت یا پنل‌های آکوستیک سقفی می‌تواند به جذب صدا کمک کرده و محیطی آرام‌تر برای یادگیری فراهم آورد، که نه تنها برای کودکان بیش‌فعال بلکه برای سایر دانش‌آموزان نیز مفید است.
انتخاب رنگ در کلاس درس نیز بر فیزیولوژی و روحیه دانش‌آموزان تأثیر می‌گذارد. رنگ‌های قرمز و زرد که به ترتیب افزایش پرخاشگری/اشتها و افزایش آدرنالین را به همراه دارند، برای محیط مدرسه مناسب نیستند. در مقابل، رنگ‌های آبی، سبز و قهوه‌ای فضایی آرامش‌بخش ایجاد می‌کنند. با این حال، آبی می‌تواند با حس سرما و غم نیز مرتبط باشد و زمان را طولانی‌تر جلوه دهد. رنگ‌های گرم اغلب توسط دانش‌آموزان ترجیح داده می‌شوند و باعث افزایش هوشیاری و فعالیت مغز می‌شوند که به بهبود نمرات آزمون کمک می‌کند، در حالی که رنگ‌های سرد اثر معکوس دارند. با ایجاد تعادل بین رنگ‌های گرم و سرد، و رنگ‌های روشن و ملایم، می‌توان فضایی دلپذیر ایجاد کرد که غیبت دانش‌آموزان را کاهش داده و تمرکز آنها را افزایش می‌دهد. محیط‌های کاملاً سفید که احساس سترون و سردی می‌دهند، برای یادگیری مطلوب نیستند و می‌توانند نمرات آزمون را کاهش دهند.
چیدمان مبلمان در کلاس درس، با توجه به اینکه دانش‌آموزان بیشتر وقت خود را در آنجا می‌گذرانند، بسیار مهم است. مبلمان باید متحرک و قابل تنظیم باشد تا دانش‌آموزان بتوانند در موقعیت‌هایی بنشینند که متناسب با سبک یادگیری آنهاست و به آنها کمک کند تا بر روی کار خود تمرکز کنند. در حالی که چیدمان سنتی ردیفی به معلم فضای کافی برای نظارت می‌دهد و حواس‌پرتی‌ها را کاهش می‌دهد، می‌تواند باعث انزوای دانش‌آموزان شود. چیدمان‌های جایگزین مانند گروه‌های شش نفره یا دایره‌ای، تعامل و پویایی گروهی مثبتی را تقویت می‌کنند و به دانش‌آموزان اجازه می‌دهند راحت‌تر صحبت کنند و سؤال بپرسند. این چیدمان‌ها همچنین نظارت معلم را آسان‌تر می‌کنند و رفتارهای نامناسب را کاهش می‌دهند. علاوه بر این، ارگونومی مبلمان آموزشی نیز بر تعداد خطاهای شناختی دانش‌آموزان تأثیر می‌گذارد؛ مبلمانی با ویژگی‌های ارگونومیک بیشتر، خطاهای کمتری را به دنبال دارد.